# Full Gear 2019
Full Gear (2019) was een professioneel worstel-pay-per-view (PPV) evenement dat georganiseerd werd door All Elite Wrestling (AEW). Het was de eerst editie van Full Gear en vond plaats op 9 november 2019 in het Royal Farms Arena in Baltimore, Maryland. De naam van het evenement was een verwijzing naar een Being The Elite segment dat ook de titel "Full Gear" had.

## Matches
| Nr. | Match | Winnaar(s)              | Opmerkingen | Bron  |
| --- | --- | ----------------------- | --- | ----- |
| 1P  | Dr. Britt Baker, D.M.D. vs. Bea Priestley | Dr. Britt Baker, D.M.D. | Een-op-een match. Baker won door submission. | [ 3 ] |
| 2   | Proud & Powerful (Santana & Ortiz) vs. The Young Bucks (Matt & Nick Jackson)                                                                      | Proud &Powerful         | Tag team match. | [ 3 ] |
| 3   | Adam Page vs. Pac | Adam Page               | Een-op-een match. | [ 3 ] |
| 4   | Shawn Spears (met Tully Blanchard) vs. Joey Janela                                                                                                | Shawn Spears            | Een-op-een match. | [ 3 ] |
| 5   | SoCal Uncensored (Frankie Kazarian & Scorpio Sky) (c) vs. Lucha Brothers (Pentagón Jr. & Rey Fénix) vs. Private Party (Isiah Kassidy & Marq Quen) | SoCal Uncensored        | 3-way tag team match voor het AEW World Tag Team Championship.                                                                                             | [ 3 ] |
| 6   | Riho (c) vs. Emi Sakura | Riho                    | Een-op-een match voor het AEW Women's World Championship.                                                                                                  | [ 3 ] |
| 7   | Chris Jericho (c) (met Jake Hager) vs. Cody (met MJF)                                                                                             | Chris Jericho           | Een-op-een match voor het AEW World Championship. Jericho won door TKO. Omdat Cody verloor, mag hij niemand meer uitdagen voor het AEW World Championship. | [ 3 ] |
| 8   | Jon Moxley vs. Kenny Omega | Jon Moxley              | Unsanctioned Lights Out match. | [ 3 ] |